# UNMIL Medaille
UNMIL was een vredesmissie van de Verenigde Naties. De afkorting staat voor "United Nations Interim Administration Mission in Liberia ", een mandaat in Kosovo.
De VN-vredesmacht in Liberia bestaat uit militairen en agenten.
Zoals gebruikelijk stichtte de secretaris-generaal van de Verenigde Naties een van de Medailles voor Vredesmissies van de Verenigde Naties voor de deelnemers. Deze UNMIL Medaille wordt aan militairen en politieagenten verleend.